# Hippolyte Simon
Pour les articles homonymes, voir Simon.
Hippolyte Simon, né le 25 février 1944 à Saint-Georges-de-Rouelley dans la Manche et mort le 25 août 2020 à Caen dans le Calvados, est un archevêque catholique français émérite, ordonné évêque en 1996 puis nommé archevêque de 2002 à 2016 du diocèse de Clermont et vice-président de la Conférence des évêques de France de 2007 à 2013.

## Biographie

### Formation
Hippolyte Simon a été élève à l’institut Notre-Dame d'Avranches (1956-1963) puis au grand séminaire de Coutances (1963-1968) et au séminaire de Bayeux (1968-1970) ; il a par la suite fait des études de philosophie à l’université de Paris I Censier-Sorbonne et à l’institut catholique de Paris. Il est titulaire d’une maîtrise de philosophie politique (Paris-I) et d’une maîtrise de philosophie (institut catholique de Paris).
Il a soutenu son mémoire sur Le Dépérissement de l’État selon Karl Marx, qui sera la base de l'ouvrage Chrétiens dans l'État moderne : comment peut-on être chrétien après Marx et Hegel ?.

### Principaux ministères
Hippolyte Simon est ordonné prêtre le 27 juin 1970 pour le diocèse de Coutances-et-Avranches.
Après un premier ministère comme aumônier de lycée à Mortain (Manche), il s'est consacré à l'enseignement, tout d'abord comme supérieur du séminaire interdiocésain de Caen de 1978 à 1990, puis comme vicaire épiscopal chargé de la formation permanente des prêtres et des laïcs et délégué diocésain pour le diaconat permanent de 1990 à 1996 du diocèse de Coutances-et-Avranches. Il a fait partie des auditeurs à l'Institut des hautes études de Défense nationale (IHEDN) entre 1993 et 1994.
Nommé évêque du  diocèse de Clermont le 22 février 1996, il a été consacré le 4 mai de la même année, des mains de Jacques Fihey dans la cathédrale de Clermont-Ferrand. Il est élevé à la dignité d'archevêque métropolitain de Clermont le 16 décembre 2002, à la suite du redécoupage des provinces ecclésiastiques en France et a reçu le pallium des mains de Jean-Paul II à Rome le 30 juin 2003.
Il a été vice-président de la Conférence des évêques de France de 2007 à 2013.
Il a été par ailleurs représentant des évêques de France auprès de la commission des épiscopats de la communauté européenne (COMECE) jusqu'en novembre 2007, date à laquelle Christian Kratz, évêque auxiliaire de Strasbourg lui succède auprès de cette commission.
Atteint d'un cancer du rein, Hippolyte Simon présente par lettre sa démission le 22 février 2016 pour raisons de santé au pape François, qui l'accepte. Celle-ci prend effet le jeudi 17 mars 2016.
Hippolyte Simon meurt le 25 août 2020 à Caen à l’âge de 76 ans. Il est inhumé dans la crypte des évêques de la cathédrale Notre-Dame-de-l'Assomption de Clermont le 29 août.

## Prise de positions

### À propos des tests ADN
En octobre 2007, Hippolyte Simon réagit vivement à l'amendement au projet de loi sur l'immigration proposant d’introduire le recours à des tests ADN pour les candidats au regroupement familial. Il explique que la paternité ne peut se réduire au lien biologique, mais est avant tout un lien d'amour. C'est d'ailleurs ce qui donne tout son sens à l'adoption.

### À propos de la candidature de laTurquieà l’Union européenne
En 2004, comme vice-président de la COMECE, il apporte sa voix dans le débat concernant une éventuelle adhésion de la Turquie à l'Union européenne. Il demande que l'État turc s'engage à reconnaître un statut officiel aux minorités religieuses présentes dans le pays, engagement qui « devrait faire partie des conditions préalables à l’ouverture des négociations d’adhésion ». Il existe en effet des manquements flagrants à la liberté religieuse dans ce pays.

### À propos du dialogue interreligieux
En juin 2008, réagissant à une tribune de Christian Delorme, il publie une déclaration intitulée « Le dialogue interreligieux suppose et exige l'État de droit ».
Il y insiste sur l'importance de l'État de droit pour permettre et garantir les conditions d'un véritable dialogue par le respect des libertés individuelles.
Par ailleurs, il rappelle que dans ce dialogue, alors que les confessions religieuses différencient les participants, c'est la citoyenneté qui constitue leur point commun.
Il parle donc d'un « trilogue », associant l'État de droit aux acteurs du dialogue interreligieux.

### À propos de l'Islam en France
En août 2016, Hippolyte Simon réagit dans le quotidien La Croix au sujet de la question récurrente de l'organisation par l’État de l'islam en France : « Faut-il à tout prix un islam de France ? »
Pour lui, c'est la compréhension de la laïcité et de la loi de 1905 qui est en jeu. La laïcité « n’est pas une question religieuse mais une question juridique et institutionnelle. » C'est pourquoi d'ailleurs il n’y a pas plus de sens à parler de « l’Église de France ».

## Ouvrages
- Marx, l'État et la Liberté : révolution ou émancipation, Esprit no 11 (novembre 1977) (OCLC 493807472)
- Chrétiens dans l'État moderne ou Comment peut-on être chrétien après Marx et Hegel ?, Cerf, 1984 (2e  (ISBN 978-2-204-09907-3)
- Église et Politique, Centurion, 1990  (ISBN 978-2-227-30147-4)
- Vers une France païenne ?, Éditions Cana, Paris, 1999  (ISBN 2-86335-069-2)
- Libres d'être prêtres, Les Éditions de l’Atelier, 2001  (ISBN 978-2-7082-3575-5)
- La Liberté ou les Idoles : entretiens avec Frédéric Mounier, Éditions Cana / Desclée de Brouwer, 2002  (ISBN 978-2-86335-083-6)
- Les Catholiques et l'Europe (Introduction à l'édition française par Hippolyte Simon), Bayard, 2006. Ouvrage collectif.  (ISBN 978-2-227-47586-1)
- Vous qui cherchez Dieu, voici un GPS, Desclée de Brouwer, 2010  (ISBN 978-2-220-06177-1)